# Monágri
Monágri (grec moderne : Μονάγρι) est un village de Chypre situé dans le district de Limassol.